# Giuseppe Mario Bellanca
Pour les articles homonymes, voir Bellanca.
Giuseppe Mario Bellanca (19 mars 1886 – 26 décembre 1960) est un concepteur et constructeur d'avions italo-Américain qui créa le premier monoplan à cabine fermée aux États-Unis en 1922. Cet avion est aujourd'hui exposé au National Air and Space Museum du Steven F. Udvar-Hazy Center.

## Biographie
Né le 19 mars 1886 à Sciacca, en Italie, il obtient un diplôme d'ingénieur de l'École polytechnique de Milan. Il émigre à Brooklyn aux États-Unis en 1911, où il dirige l'École de pilotage Bellanca de 1912 à 1916. Bellanca apprit à voler à Fiorello LaGuardia en échange de cours de conduite de voiture.
En 1921, il s'installe à Omaha, au Nebraska, et avec Victor Roos (en), forme la Roos-Bellanca Aircraft Company. Le 4 juillet 1927, il est présenté en couverture de  Time.
Cette même année, il entre en partenariat avec Charles Levine et forme la Columbia Aircraft Corp (en).
Le 25 avril 1927, Clarence Chamberlin et Bert Acosta établissent un nouveau record du monde d'endurance (vol non ravitaillé) à bord du WB-2.
Après la courte durée de partenariat avec Levine, Bellanca forme une nouvelle société, Bellanca Aircraft Corporation of America, en partenariat financier avec la famille DuPont. L'entreprise développe un large éventail d'aviation générale et d'avions commerciaux légers. American Champion (en) produit toujours des avions de lignée Bellanca.
En 1941, Bellanca prend la tête du département aviation de Higgins Industries, Inc. (en), à la Nouvelle-Orléans. Il conçoit des avions-cargo au cours de la Seconde Guerre mondiale. En 1954, il forme la Bellanca Development Company.
Il est mort d'une leucémie à l'hôpital Memorial de New York le 26 décembre 1960.

## Archive
En 1993, ses papiers ont été archivés au National Air and Space Museum.